# Hugh Bronson

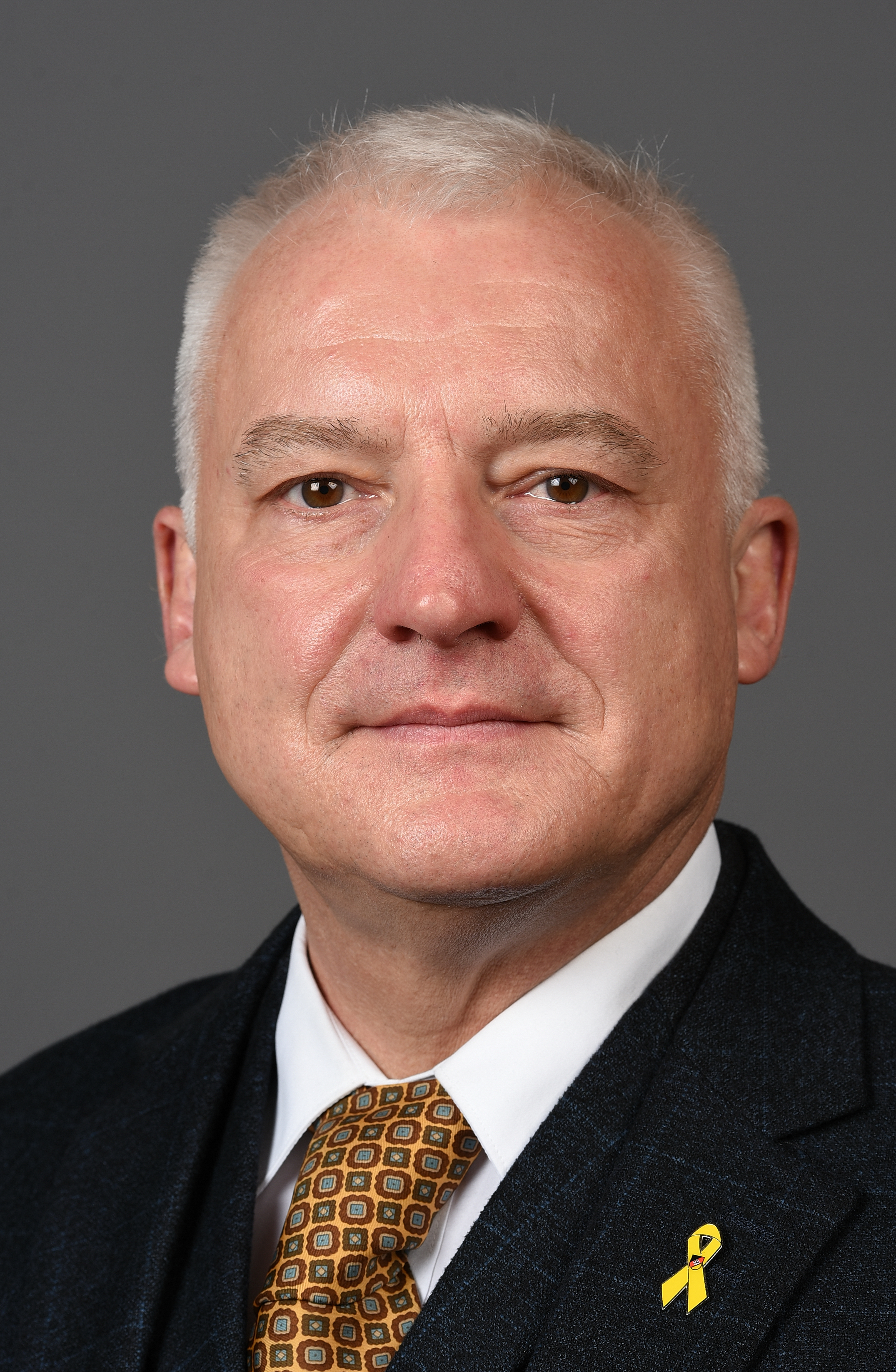
Hugh Bronson, 2017

Hugh Theodore Bronson (* 12. März 1961 in Apen als Uwe Brunßen) ist ein deutsch-britischer Politiker der Alternative für Deutschland (AfD). Er ist seit 2016 Mitglied im Abgeordnetenhaus von Berlin. Er war von 2015 bis 2017 stellvertretender Vorsitzender der AfD Berlin.

## Leben
Nach dem Abitur 1980 auf der Europaschule Gymnasium Westerstede schloss Bronson 1984 eine Lehre zum Baumschulgärtner ab. Von 1986 bis 1991 studierte er Literaturwissenschaft, Philosophie und Anglistik an der Freien Universität Berlin. Er setzte sein Studium in Großbritannien an der University of East Anglia (UEA) fort und schloss es 1993 als Magister ab. Anschließend war er an der UEA als wissenschaftlicher Mitarbeiter tätig und wurde 2001 mit einer Dissertation zu Literaturverfilmungen zum Doktor der Philosophie promoviert.
Von 2002 bis 2007 leitete Bronson das von ihm gegründete Konferenzunternehmen Ixperion Ltd  in Norwich. Bis Anfang 2014 arbeitete Bronson für „Economist Event“, eine Tochterfirma der britischen Wochenzeitschrift „The Economist“. Nach seiner Rückkehr wurde Bronson in Großbritannien eingebürgert und besitzt seitdem die doppelte Staatsbürgerschaft. Sein Geburtsname, Uwe Brunßen, wurde dabei als Hugh Bronson ins Englische übertragen. Hier hatte Bronson zunächst behauptet, er habe seinen Geburtsnamen „ablegen müssen“, was er vielmehr freiwillig gewählt hat.
Bronson siedelte 2012 nach Berlin um und wurde am 10. April 2013 Mitglied der Alternative für Deutschland (AfD). Am 14. Dezember 2018 heiratete er die Juristin Victoria Luise Bronson, geborene Tuschik, im April 2021 wurde er Vater einer Tochter.

## Politik

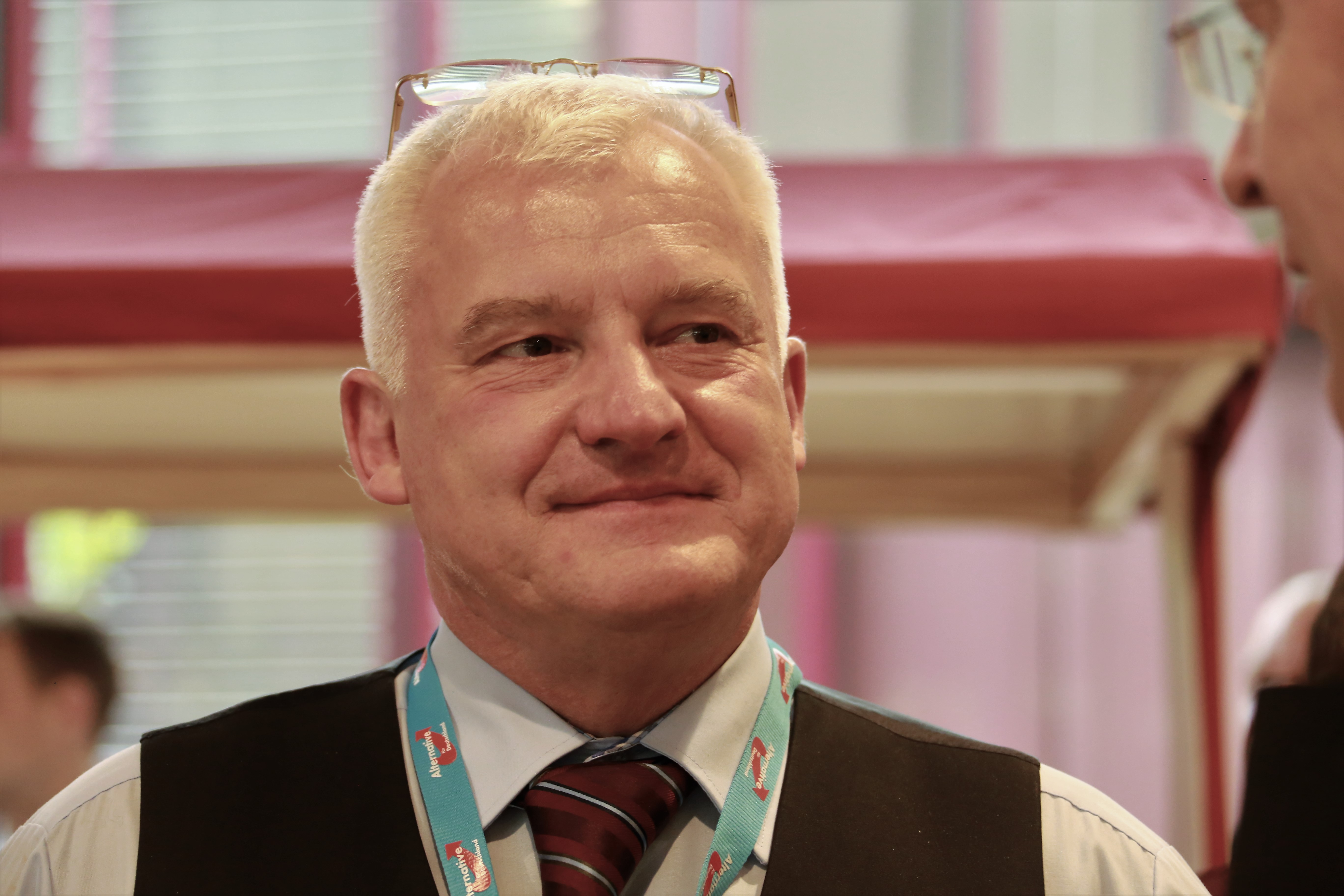

Bronson wurde im April 2013 Mitglied in der Alternative für Deutschland (AfD). Von 2014 bis 2017 war er Mitglied im Vorstand des AfD-Landesverbandes Berlin und ist seit 2020 Sprecher des AfD-Bezirksverbandes Charlottenburg-Wilmersdorf. Seit 2014 ist er in den beiden programmatischen Landesfachausschüssen LFA 14 Zuwanderung, Asyl & Integration (Koordinator) und LFA 12 Steuern und Finanzen (stellv. Koordinator) der AfD-Berlin aktiv. Er war von Juni 2015 bis November 2017 stellvertretender Vorsitzender der AfD Berlin. Er trat bei der Wahl zum Abgeordnetenhaus von Berlin 2016 als Direktkandidat der AfD für den Wahlkreis 6 im Bezirk Charlottenburg-Wilmersdorf an und zog über die Landesliste erstmals ins Abgeordnetenhaus ein. Im März 2018 wurde er zum Sprecher des AfD Bezirksverbandes Charlottenburg-Wilmersdorf gewählt und im Februar 2021 für weitere zwei Jahre in seinem Amt bestätigt. Bei der Wahl zum Abgeordnetenhaus von Berlin 2021 war Bronson im Wahlkreis 2 erneut Direktkandidat und kam wieder über die Landesliste ins Parlament. Seit seiner Wiederwahl fungiert Bronson als fachpolitischer Sprecher für Integration, Demographie und EU-Angelegenheiten. Bei der Wiederholungswahl 2023 konnte er seinen Sitz im Abgeordnetenhaus verteidigen.
Im September 2017 wurde er als Gastredner auf dem jährlichen Parteitag der UKIP in Torquay empfangen. Dort wurde er vor einem Protestplakat gegen die Veranstaltung fotografiert, dass den damaligen UKIP-Vorsitzenden als Adolf Hitler zeigt. Im Februar 2018 gehörte Bronson zu der achtköpfigen Delegation von AfD-Landtagsabgeordneten, die einer Einladung der NGO „Deutsche national-kulturelle Autonomie der Republik Krim“ zu einem einwöchigen Informationsbesuch auf die Krim folgten. Die deutschen Politiker wurden vom Ministerpräsidenten der Region Krim, Sergei Aksjonow, zum Gespräch empfangen. Die Reise zog ein erhebliches in- und ausländisches Presseecho nach sich, hatte Strafandrohungen aus der Ukraine sowie eine kritische Stellungnahme der Bundesregierung zur Folge.
Im Juni 2018 reiste Bronson zu einer weiteren Auslandsreise nach Moskau und in die Industrieregion Kaluga. Eine fünfköpfige Delegation der AfD-Fraktionen aus dem Bundestag und dem Berliner Abgeordnetenhaus wurde vom Gouverneur der Region Kaluga, Anatomy Artamonov, zum Austausch empfangen.
Im September 2022 wurden Ermittlungen der Staatsanwaltschaft Berlin gegen Bronson wegen des Verdachts der Untreue und Verstoß gegen das Parteiengesetz im Zusammenhang mit einer Parteispende bekannt, die Bronson für sich verwendet haben soll. Dabei geht es nach einem Bericht der Morgenpost um mehrere Tausend Euro Barspenden. Bereits die Annahme von mehr als 1.000 Euro Barspende ist nach § 25 Abs. 1 Satz 2 Parteiengesetz unzulässig. Bronsons Rechtsanwalt bestritt die Vorwürfe pauschal. Im Juni 2023 stellte die Berliner Staatsanwaltschaft ihre Ermittlungen gegen Bronson wegen angeblicher „Unterschlagung von Parteispenden“ nach § 170 Abs. 2 StPO ergebnislos ein.

## Veröffentlichungen
Als Gastkommentator veröffentlichte er Artikel in Handelsblatt und Junge Freiheit.
Von 2013 bis 2016 war Bronson verantwortlich für die Produktion und Moderation von sieben Folgen des AfD-Radios. Er war Gast bei BBC Global Questions „Politics and the People: A Divided Europe?“, Russia Today und „Auge in Auge“ mit Romano Bolkovic im kroatischen Fernsehsender HRT1.

## Mitgliedschaften
- Akademische-Erasmus-Stiftung e. V., Rechnungsprüfer
- Verein deutscher Sprache e. V.
- Deutsche Parlamentarische Gesellschaft e. V.
- Preußische Gesellschaft Berlin-Brandenburg e. V.

## Mitglied in Ausschüssen
- Hauptausschuss[33]
- Ausschuss für Kultur und Europa[34]
- Petitionsausschuss[35]